# St. Johannis (Lügde)

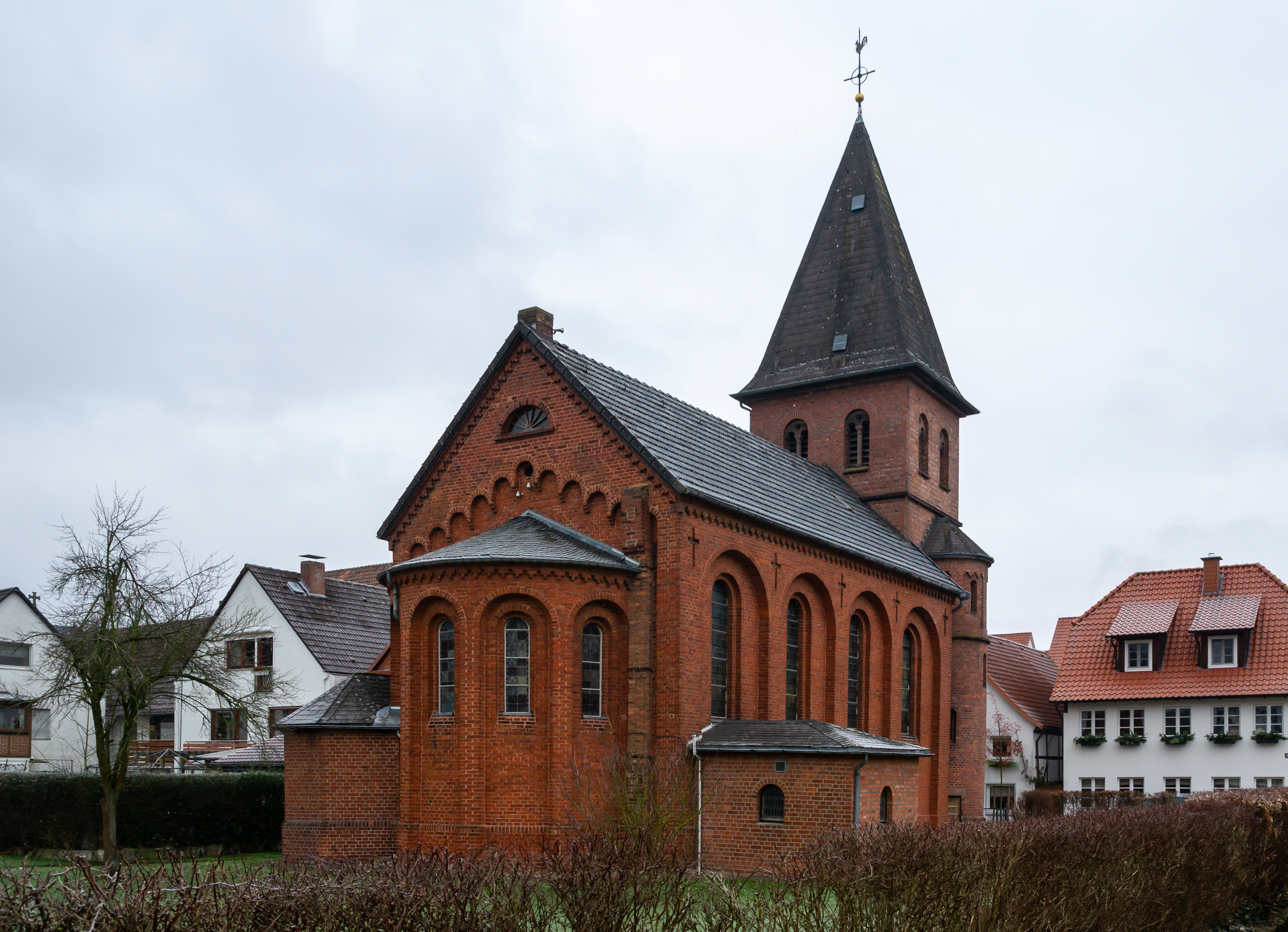
Evangelische St.-Johannis-Kirche in Lügde

Die Johanniskirche ist ein Kirchengebäude in der Stadt Lügde im Kreis Lippe in Nordrhein-Westfalen. Die Kirchengemeinde gehört zum Kirchenkreis Paderborn der Evangelischen Kirche von Westfalen; sie bildet dort eine Exklave, die vollständig vom Gebiet der Lippischen Landeskirche umgeben ist.

## Geschichte
Die territoriale Zugehörigkeit der Stadt Lügde zur Grafschaft Pyrmont und nachfolgend der Grafschaft Lippe hatte 1583 die Einführung der Reformation zur Folge, die jedoch 1624 seitens des Hochstifts Paderborn im Zuge der Gegenreformation rückgängig gemacht und 1668 mit der Zuordnung des Amtes Lügde als Enklave an das Hochstift Paderborn festgeschrieben wurde. Durch den Zuzug von Bürgern aus der meist protestantischen Umgebung entstand 1853 in Lügde eine kleine evangelische Gemeinde, deren Gottesdienste der Pyrmonter Superintendent Adam Wolff (1810–1854) jeweils auf der Hausdiele eines der Hallenhäuser des Ortes hielt. 1854 erfolgte die Gründung einer eigenen Pfarrei, die ab 1859 durch Pastor Greve der Martin-Luther-Kirche in Gütersloh als Pfarrverweser betreut wurde. Unter seinem Nachfolger, Pastor Kindermann, wurde 1864 die Johanniskirche errichtet und am 27. Juli 1864 eingeweiht. 1902 wurde sie mit einem Kirchturm versehen.

## Architektur
Die 1864 errichtete Johanniskirche ist ein als einfache Saalkirche im Rundbogenstil erbautes Backsteinbauwerk, dessen Umfassungsmauern durch starke rundbogige Blenden gegliedert sind und das in einer Halbkreisapsis endet. Die Dachneigung war, wie der Rundbogenfries oberhalb der Apsis erkennen lässt, ursprünglich relativ gering. Das unmittelbare architektonische Vorbild war die Konstantinbasilika in Trier, die seit 1856 der evangelischen Kirchengemeinde Trier diente.  Die Umbaumaßnahmen des Jahres 1902 bedeuten zugleich einen Paradigmenwechsel von der frühchristlichen zur mittelalterlichen Architektur, indem dem Kirchenbau ein westwerkartiger Turmbau mit seitlich angefügten runden Treppentürmen vorgesetzt wurde, dessen Vorbild in maßstäblich verkleinerter Form der Westturm des Paderborner Domes darstellt.

## Orgel
Die Johanniskirche erhielt 2002 eine Orgel der Firma Friedrich Kampherm Orgelbau in Verl. Das Instrument in geteiltem Prospekt ist beiderseits der Turmöffnung aufgestellt. Sein zweites Manual weist keine eigenen Register auf, sondern ist mit Wechselschleifen ausgestattet. Die Orgel verfügt über elf klingende Register mit folgender Disposition:
| I. Manual C–g3 |        |
| Prinzipal      | 8′     |
| Bordun         | 8′     |
| Gambe          | 8′     |
| Oktave         | 4′     |
| Rohrflöte      | 4′     |
| Quinte         | 2 ⁄3′  |
| Oktav          | 2‘     |
| Flöte          | 2′     |
| Terz           | 1 3⁄5′ |
| Mixtur III     | 1 ⁄3′  |

| II. Manual C–g3 |        |
| Gedeckt         | 8′     |
| Gambe           | 8′     |
| Oktave          | 4′     |
| Rohrflöte       | 4′     |
| Quinte          | 2 ⁄3′  |
| Terz            | 1 3⁄5′ |

| Pedal C–f1 |     |
| Subbass    | 16′ |

- Koppeln: I/II, I/P, II/P
- Tremulant